# 云祥 (明朝宦官)
云祥（？年—？年），又名猛哥不花，胡人，永乐时期的尚膳监监丞。

## 生平
建文时期，在靖难之役立有功劳。永乐年间，为尚膳监监丞。永乐七年（1409年），随同淇国公丘福北伐鞑靼，被俘虏。永乐八年（1410年），明成祖朱棣一征漠北，逃脱归来，奉命往来阿鲁台所。之后，自杀而亡。